# Sefīdeh Kash
Sefīdeh Kash (persiska: سِفيدِهكِش, Sefīdehkesh, سفيده كش) är en ort i Iran.   Den ligger i provinsen Qazvin, i den nordvästra delen av landet, 150 km nordväst om huvudstaden Teheran. Sefīdeh Kash ligger 1 665 meter över havet och antalet invånare är 270.
Terrängen runt Sefīdeh Kash är kuperad åt nordväst, men åt sydost är den platt. Terrängen runt Sefīdeh Kash sluttar söderut. Runt Sefīdeh Kash är det ganska tätbefolkat, med 108 invånare per kvadratkilometer. Närmaste större samhälle är Qazvin, 15,1 km sydost om Sefīdeh Kash. Trakten runt Sefīdeh Kash består i huvudsak av gräsmarker.